# Camillo Pace (musicista)
Camillo Pace (Taranto, 7 maggio 1978) è un contrabbassista, compositore e cantautore italiano.

## Biografia
Ha studiato contrabbasso presso il conservatorio "Nino Rota" di Monopoli e si è laureato in discipline musicali jazz con specializzazione storico - musicologica presso il conservatorio "Niccolò Piccinni" di Bari. Il suo percorso musicale lo vede presente in diverse formazioni che spaziano dal jazz al pop, per continuare alla musica folk e cantautorale.
Ha vinto diversi premi, in ambito jazz nella XIX edizione del "Premio Internazionale di Cultura Re Manfredi" città di Manfredonia come miglior nuovo talento jazz dell'anno. Presente come strumentista dell'anno nella classifica top jazz di Musica Jazz  2009.
In ambito Pop con il brano E allora balla vince nel 2013 il Grand Prix alla 51ª edizione dell'International TourFilm Festival e nello stesso anno lo Special Award con il brano Il viaggio all'International TourFilm Festival della Croazia.
Nel 2015 partecipa all'International Circus Festival city of Latina come giurato della critica al fianco di Brigitta Boccoli e Vera Gemma.
Tra le sue collaborazioni troviamo nomi come Marco Tamburini, Bobby Mcferrin, Paolo Fresu, Mama Marjas, Paolo Angeli, Roberto Ottaviano, Stochelo Rosenberg, Nichi Vendola, Davide Santorsola, Gabin Dabirè, Nico Morelli, Miloud Oukili, Vince Pàstano, Alberto Dati, Salvatore Russo, Ornella Vanoni, Lucio Dalla, Ron, Gregory Porter, Gabriele Mirabassi, Eugenio Bennato, Daniele Dall'Omo, Orchestra della Magna Grecia, Javier Girotto, Achille Succi, Claudio Fasoli, Gianni Ciardo, Mia Cooper, Mario Rosini, Tony Scott, Orchestra Sinfonica della Provincia di Bari, Daniele Scannapieco, Susanna Stivali, Simona Bencini, Ettore Bassi, Savino Zaba, Maria Pia De Vito, Rosalia de Souza, Kelly Joyce, Antonello Salis, Sarah Jane Morris, Tiziana Ghiglioni, Raiz, Radicanto, Marcello Rosa, Vincenzo Mastropirro, Ludovic Beier, Bruno Tommaso con diverse partecipazioni a festival nazionali e internazionali.
Partecipa nel 2013 ad Area Sanremo arrivando in finale, venendo così inserito di diritto all'interno della Compilation Area Sanremo 2013 per l'etichetta discografica Apm.
Con il suo trio jazz T-Riot nel 2017 è primo in classifica iTunes nella top jazz in Finlandia ed è presente nella classifica dei 10 top album di jazz Fm London.
Nel 2018 vince il "Premio Filippo D'Angiò" come miglior musicista e compositore pugliese, mentre nel 2019 è primo classificato per il “Premio Autori di Note” Città di Ceglie Messapica. Il 2021 lo vede vincitore del “Premio Mama Dunia” con il brano 'Il Giardino di Arianna’ inserito nell’antologia (Se tu fossi Ginevra).
I testi delle sue canzoni sono educativi e profondi, come “E allora balla” diventato un vero e proprio simbolo di gioia. Il testo della canzone è presente all'interno di una tesi di Laurea Magistrale in Psicologia Clinica e di Comunità.
Menzionato all’interno dei libri “La città emergente” di Marco Greco, “Ho sognato Robert Johnson” sempre dell'autore brindisino Marco Greco, “Il giro del jazz in 80 dischi” di Amedeo Furfaro, “Scrigno di emozioni 2015” della scrittrice Teresa Gentile, “Puglia, le età del jazz” di Ugo Sbisà con Adda Editore, “Cadenze di arpeggi” del chitarrista Salvatore Russo, “Tra le mani di chi prega” della giornalista Nadia Macrì, “La Serenissima Repubblica della Franca Martina” di Agostino Convertino con Edizioni Nuove Proposte.
La sua vasta esperienza e poliedricità nelle vesti di musicista e cantautore, gli hanno permesso di registrare più di 100 dischi in ambito jazz, classico e pop.

## Discografia

### Album da solista
- 2007 - Introspezione d'un viaggio (Corrieri Cosmici)
- 2010 - Uhuru Wetu (Dodicilune) con Connie Valentini[12]
- 2013 - Autoritratto (Digressione Music)[13]
- 2013 - E allora balla "45 giri" - Camillo Pace (Digressione Music)[14]
- 2017 - Credo nei racconti (Digressione Music)[15]
- 2019 - Tornando a Casa (Stranamente Music)[16]

### Collaborazioni
- 2001 - Concerto del trentennale - Orchestra del conservatorio di monopoli (Digivox)
- 2002 - Concerti per più strumenti - Orchestra del Settecento
- 2003 - Mater Dolorosa - Vincenzo Mastropirro Ermitage Ensemble (Emmessegi)
- 2003 - Ning e Nang - Antonio Dambrosio Ensemble (Torre Di Nebbia)
- 2003 - Dies Domini - Orchestra da camera barese
- 2004 - Blues Special - Blues Special (Corrieri Cosmici)
- 2005 - Concerto di Natale - Orchestra del Settecento (Alphard Record)
- 2006 - Johann Sebastian Bach concerti - Orchestra del Settecento (Alphard Record)
- 2007 - Photinx - Quartetto Photinx
- 2007 - Le Quattro Stagioni - Orchestra da camera Leonardo Leo (Ed. Acustica)
- 2007 - Sempre Nuova è L'alba - Antonio Dambrosio Ensemble (Squilibri)[17]
- 2007 - L'ape Regina del Jazz - Vincenzo Deluci  (Wahc Record)
- 2007 - Coloriade - Pasquale Mega Ensemble (Dodicilune)[18]
- 2009 - First Flight - M.Contardi, P.Villani Small Band  (Abeat)[19]
- 2009 - Sings Cole Porter - Giuseppe Delre (Abeat)[20]
- 2009 - Schermata Blues - Nicchio e l'accordo Speciale (Fo(u)r)
- 2010 - Tempus Transit - Pierluigi Villani Group  (Universal EmArcy)[21]
- 2010 - Anyway (Ed. Japan) con i Berardi Jazz Connection (P-Vine Records)[22]
- 2010 - Logos - Donatello D'Attoma (Pus(H) in Records)
- 2010 - Nubigena - Cristina Palmiotta (Nubigena)
- 2010 - MoSto - Antonio Dambrosio Ensemble (Squilibri)
- 2010 - Anyway con i Berardi Jazz Connection (Flaminio Jazz)[23]
- 2011 - Cores - De Paula/ Iovene/ Pace/ Angelini (Philology)[24]
- 2011 - Viaggio con i Trithonia  (Urban 49)
- 2011 - Georg Philipp Telemann concerti - Orchestra del Settecento (Alphard Record)
- 2011 - Different Moods - G. Delre/ V. Abbracciante (Bumps Records)
- 2011 - Metà Stinco e Metà Santo - Gianni Ciardo
- 2011 - Sweet Wind - Rino Arbore Quartet (No Flight Records)[25]
- 2011 - Chi Ha Fottuto Donald Duck? - Morga/ Pace /Patruno (Fo(u)r)
- 2011 - DVD Batterika - Pierluigi Villani Trio (Groove Studio)
- 2011 - Guardando per terra - Antologia di Poesie e Musica di Autori vari  (LietoColle)[26]
- 2011 - MARinARIA con i MarinAria  (Urban 49)
- 2012 - re<< murgia - Antonio Dambrosio Ensemble (Le Tracce)
- 2012 - Chi Si Accontenta Muore - Davide Berardi (Corte dei Miracoli)
- 2012 - Gateway To Life - Giuseppe Delre  (Abeat Records)
- 2012 - Suite Voyage - Mastropirro Ermitage Band (Le Tracce)
- 2012 - Whispers - Fabio Accardi (Mordente Records)
- 2013 - Meticci (io mi fermo qui) - Ornella Vanoni (Sony Music)[27]
- 2013 - A New Journey (Ed. Japan) con i Berardi Jazz Connection (P-Vine Records)[28]
- 2013 - Il Principe Ranocchio - Monica Nasti (Progetti Sonori)
- 2013 - Adiafora - Antonella Chionna (Dodicilune Koinè Records)
- 2014 - Side C - Maurizio Lomartire (Bluservice)
- 2014 - Fragmenta - Vincenzo Mastropirro (Production Asa)
- 2014 - Ukiyoe (Mondi Fluttuanti) - Francesco Paolo Paladino, Claudio Milano (Snowdonia dischi/Audioglobe)
- 2014 - Concerto Grosso, fatto per la notte di Natale - Orchestra del Settecento (Alphard Record)
- 2014 - Il sogno di Vincenzo - Donato Fumarola  (Dodicilune)
- 2014 - A New Journey con i Berardi Jazz Connection (Jazz Engine)
- 2015 - Bluff  - Cambio Di Rotta  (Digressione Music)
- 2015 - Listen now  - Alberto Dati (Elastica Records)
- 2015 - Via di fuga -  Maggiore (Eridano)
- 2015 - Mama - Mama Marjas (Love University Records)
- 2016 - la Banda - Nitrophoska  (Sud Est Ass)
- 2016 - Gypsy Jazz Trio - Salvatore Russo (Emme Record Label)
- 2016 - Un[Folk]ettable Two - Nico Morelli (Cristal Records)
- 2016 - Next Move - Antonio Trinchera (A.MA Records)
- 2016 - Fuochi e Fate - Davide Berardi (Eridano)
- 2017 - Live at Fasano Jazz con gli Apocalypse Trio feat. Paolo Angeli (Jazz Engine)[29]
- 2017 - Percorsi - Marco Di Cesare (Soundiva)
- 2017 - Strane Circostanze - Antonio Bucci
- 2017 - ArtisticaMente Grezzo - MusicAAL (Progetto AccordiAbili)
- 2017 - A Different Truth con i T-Riot (Albore Jazz)[30]
- 2017 - Stare Bene - Non Giovanni (IRMA records)
- 2017 - Mediterranima - Salvatore Russo Gypsy Jazz Trio (Trazom)
- 2018 - Django’s Mood - Franco Speciale (Nota Bene)
- 2019 - Beneath the waves con i Seacircle (Filibusta Records)
- 2019 - Fragile - Fabio Lepore & Salvatore Russo Gypsy Jazz Trio (Preludio)
- 2019 - Tutto quanto il tempo - Rob d’Elia (Roberto d’Elia)
- 2020 - Aprendiz - Cantora (W studio)
- 2020 - Seven Rooms - Francis Pelizzari (Francis P. Pelizzari)
- 2020 - Music for the Planet - Salvatore Russo (Sal Russo)
- 2021 - L'Altruista - Rocco Palazzo (Alphard Record)
- 2021 - Incidenti/Lo schianto - NichelOdeon/InSonar & Relatives (Snowdonia dischi/Audioglobe)
- 2021 - Jazz Around The World - Cristina Lacirignola (Ass. Jazz Friends)
- 2021 - Armatura e sentimento - Vincenzo Maggiore (Maggiore)
- 2022 - Fauves - Antonio Trinchera (A.MA. Records)
- 2022 - Come in un quadro di Hopper - Vito Carrone (Bumps Records)
- 2022 - Viviamo d'istanti - Beppe Delre & Egidio Marchitelli (Angapp Music)
- 2022 - Canzoni per cani (e per bambini) - Angelo Ruggiero (LT Records)
- 2023 - Galaxy Portrait - Messina Pace Lomagistro (Angapp Music)
- 2023 - The New Day - Alberto Iovene (Abeat Records)
- 2023 - Macrocosmo - Macro (Love University Records)
- 2024 - Nandam Quartet - Valentini Succi Pace Laviano (Digitale)
- 2024 - Mex Quartet - Enzo Messina (Messina)
- 2024 - CollaborationsOne - Mimmo Campanale Trio (Abeat Records)

### Raccolte
- 2010 - Compilation The Best of Nu Jazz, Vol. 1 Various Artists” - Berardi Jazz Connection  (Goodymusic Music Production)[31]
- 2010 - Compilation The Best of Nu Jazz, Vol. 2 Various Artists” - Berardi Jazz Connection  (Goodymusic Music Production)
- 2011 - Compilation Puglia Sounds - Giuseppe Delre -  (Musica Jazz)
- 2011 - Compilation Smooth Jazz Various Artists - Berardi Jazz Connection  (Ayia Napa)[32]
- 2011 - Compilation The Best of Chill Out Music, Vol. 2 Various Artists - Berardi Jazz Connection  (Goodymusic Music Production)
- 2011 - Compilation The Best of Chill Out Music, Vol. 3 Various Artists - Berardi Jazz Connection  (Goodymusic Music Production)
- 2011 - Compilation The Best of Chill Out Music, Vol. 4 Various Artists - Berardi Jazz Connection  (Goodymusic Music Production)
- 2012 - The Italian Jazz Job - Compilation Universal Music (Universal EmArcy)
- 2013 - Compilation Flaminio Jazz Vol. 1 - Berardi Jazz Connection (Flaminio Jazz)
- 2013 - Compilation Flaminio Jazz Vol. 2 - Berardi Jazz Connection (Flaminio Jazz)
- 2013 - Compilation Puglia Sounds Classical - Vincenzo Mastropirro Band (Puglia Sounds)
- 2013 - Compilation Puglia Sounds Pop - Camillo Pace (Puglia Sounds)[33]
- 2013 - Compilation Area Sanremo 2013 - Camillo Pace (APM)
- 2015 - Compilation With Elegance - Berardi Jazz Connection  (P-Vine Records)
- 2016 - Compilation Electronica Sensation - Alberto Dati (Berlin Sensation)
- 2016 - Drum and Bass Synthesis, Vol. 3 - Compilation Various Artists (Fame Game Recordings)
- 2017 - If it flows It Goes, Vol. 3 - Compilation Various Artists (Se-Lek-Shuhn)
- 2020 - Inside A.MA. Vol. 1 - Compilation Various Artists (A.MA. Records)